# Sebastian Meijer
Sebastian Meijer, född 1 september 1984 i Ulricehamn, är en svensk före detta ishockeyspelare (forward).